# Автошлях Т 2206
Автошлях Т 2206 — автомобільний шлях територіального значення в Херсонській області. Проходить територією Олешківського та Каховського районів. Загальна довжина — 75 км.